# Freedom (singel Mariam Szengelii)
Freedom – singel gruzińskiej piosenkarki Mariam Szengelii wydany 17 marca 2025 roku, nakładem wytwórni Universal. Kompozycja reprezentowała Gruzję w 69. Konkursie Piosenki Eurowizji (2025).

## Tło i kompozycja
Utwór został skomponowany i wyprodukowany przez Keti Gabisani a za tekst odpowiadał Buka Kartozia. Szengelia opisując utwór stwierdziła, że jego przekaz ma charakter nie tylko patriotyczny, lecz również odnosi się do tożsamości i przynależności do narodu, a także bezwarunkowej miłości do niego. Dodała również: „Wolność polega na byciu sobą a nie na spełnianiu cudzych oczekiwań. To podążanie własną drogą nawet jeżeli jest ona trudna.
Teledysk do piosenki ukazał się 14 marca 2025 za pośrednictwem kanału Eurovision Song Contest na platformie YouTube. Klip został wyreżyserowany przez Kacha Buchraszwili, a występuje w nim zespół taneczny Erisioni oraz Młodzieżowa Orkiestra z Tbilisi.

## Konkurs Piosenki Eurowizji
2 września 2024 gruziński nadawca GPB potwierdził udział w konkursie. 14 marca 2025 ogłoszono, że na reprezentantkę wybrano Mariam Szengelię z utworem „Freedom” spośród 18 nadesłanych propozycji do nadawcy, stawiając na utwór bogaty w motywy gruzińskie i elementy narodowe, mający na celu pokazanie tożsamości Gruzji na arenie międzynarodowej.